# Giasone di Fere
Giasone (in greco antico: Ἰάσων ὁ Φεραῖος?, Iàsōn ho Pheràios; ... – 370 a.C.) fu tiranno o despota di Fere in Tessaglia.
Giasone tra il 384 e il 370 unificò la Tessaglia e venne nominato Tago ovvero re della regione. Riuscì ad unificare e ad estendere i suoi domini sfruttando l'aspro confronto tra Tebe, Atene e Sparta.
In un primo momento si alleò con Tebe contro Sparta, ma dopo il 371 a.C., in seguito alla vittoria dei tebani di Epaminonda nella battaglia di Leuctra si interpose tra i due belligeranti.
Oltre a essere un abile stratega, Giasone modificò la struttura dell'esercito, composto ora da 20 000 opliti e da un elemento di spicco, la famosa cavalleria tessalica, composta da ben 8000 cavalieri oltre ad un folto gruppo di mercenari.
Così facendo riuscì a conquistare l'Epiro e trasformare i suoi domini in un potente stato greco ipotizzando persino di invadere l'Impero persiano utilizzando il tesoro del tempio di Delfi.
La potenza raggiunta da Giasone attirò le simpatie di Isocrate che gli scrisse esortandolo ad unificare la Grecia. Tuttavia quest'ipotesi non ebbe fortuna poiché nel 370 a.C. il re venne assassinato.
A governare la Tessaglia gli succedette Alessandro di Fere.